# Antropologiska sällskapet
Antropologiska sällskapet (finska: Suomen antropologinen seura) är en finländsk antropologisk förening.
Antropologiska sällskapet, som har sitt säte i Helsingfors, grundades 1975 med Matti Sarmela som första ordförande. Sällskapet publicerar sedan 1976 tidskriften Suomen antropologi-Antropologi i Finland. Det utger också med tanke på större forskningsrapporter en vetenskaplig publikation, Transactions of the Anthropological Society. Sällskapet är medlemsorganisation i Vetenskapliga samfundens delegation. 